# Zamarada paxilla
Zamarada paxilla là một loài bướm đêm trong họ Geometridae.